# Jacqueline Ellis
Jacqueline Ellis es una deportista australiana que compitió en vela en la clase Laser Radial. Ganó cuatro medallas en el Campeonato Mundial de Laser Radial entre los años 1988 y 1996.

## Palmarés internacional
| \| Campeonato Mundial \| Campeonato Mundial \| Campeonato Mundial \| Campeonato Mundial \| \| Año \| Lugar \| Medalla \| Clase \| \| ------------------ \| ------------------------ \| ------------------ \| ------------------ \| \| 1988 \| Falmouth (Reino Unido) \| Medalla de oro \| Laser Radial \| \| 1990 \| Newport (Estados Unidos) \| Medalla de bronce \| Laser Radial \| \| 1994 \| Wakayama (Japón) \| Medalla de plata \| Laser Radial \| \| 1996 \| Simon's Town (Sudáfrica) \| Medalla de oro \| Laser Radial \| |                          |                   |              |
| Campeonato Mundial |                          |                   |              |
| Año | Lugar                    | Medalla           | Clase        |
| 1988 | Falmouth (Reino Unido)   | Medalla de oro    | Laser Radial |
| 1990 | Newport (Estados Unidos) | Medalla de bronce | Laser Radial |
| 1994 | Wakayama (Japón)         | Medalla de plata  | Laser Radial |
| 1996 | Simon's Town (Sudáfrica) | Medalla de oro    | Laser Radial |